# Bandvagn 206/208

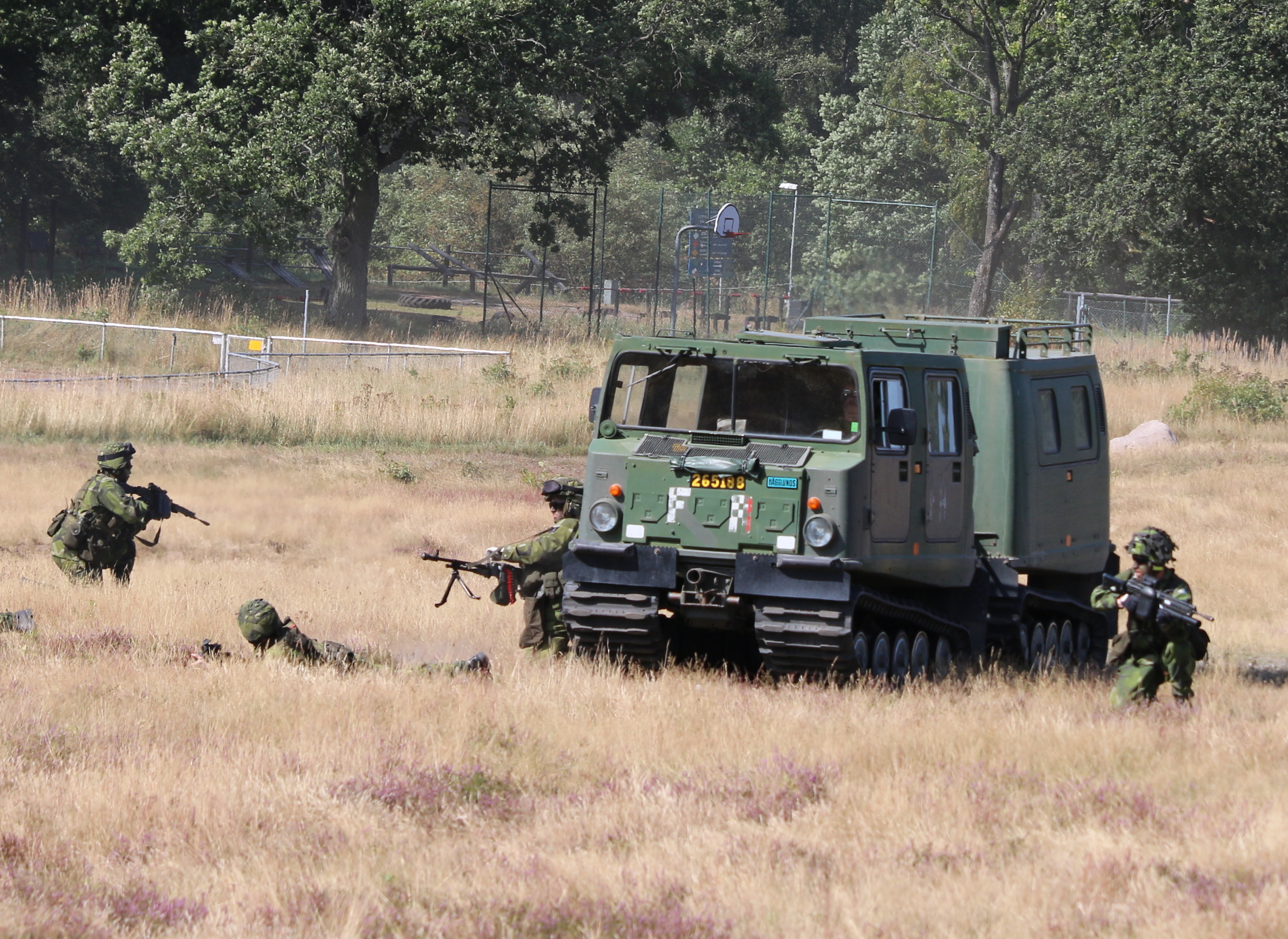
Bandvagn med soldater

Bandvagn 206 (bv 206) samt bandvagn 208 (bv 208) är ett främst militärt bandgående terrängfordon med midjestyrning som kan föra upp till 17 stridsutrustade soldater. Bandvagn 206 är grundversionen av Hägglunds bandvagnsfamilj med plastkaross. Det har tillverkats ett drygt femtiotal varianter av bv 206, både militära och civila versioner. Gemensamt för samtliga Bandvagn 206 är en väldigt god framkomlighet i nästan all typ av terräng oavsett väderförhållanden. Bandvagn 206D som har dieselmotor heter i Försvarsmakten Bandvagn 208.

## Historia
I början av 1970-talet började Armén se sig om efter en ersättare till dåvarande bandvagnen Bandvagn 202/203. Bv 202 som Volvo utvecklat hade då varit i tjänst i ca 10 år. De nya kraven som ställdes på nästa bandvagn var bland annat högre lastkapacitet, bättre vägegenskaper, högre tillförlitlighet samt lägre underhållskostnader. Volvo och Hägglunds konkurrerade om kontraktet. Hägglunds storsatsade och hade 25 konstruktörer, 10 testare, 30 verkstadsingenjörer som tillsammans tillbringade 600 000 utvecklingstimmar till en kostnad av 200 miljoner kronor. År 1974 vann Hägglunds kontraktet. Tre provserier byggdes och i juni 1979 beställde Armén 3500 exemplar av bandvagnen och har sedan tilläggsbeställt ytterligare 1000 vagnar.
År 1990 kunde Hägglunds i samarbete med Försvarets materielverk (FMV) presentera en bepansrad vidareutveckling av bv 206, bv 206S eller inom den svenska Försvarsmakten benämnd som bv 308/309. 
Genom försvarsbeslutet 2000 uppstod ett stort överskott av fordon inom den svenska Försvarsmakten. Fordon som stod i mobiliseringsförråd och knappt var använda. Dock så skulle Försvarsmakten skrotar ut en stor mängd fordon och materiel, där bland annat 1.850 bandvagnar och över 1.000 terrängbilar skulle skrotas. I riksdagen väcktes frågan om att överlåta överskottet till allmänheten, dock så beslutade regeringen att överlåtelser till enskilda personer inte är aktuellt. Det med bakgrund till att Försvarsmakten måste kontrollera vem mottagaren representerar, så att förnödenheterna inte hamnar i orätta händer. Därutöver måste vid varje enskild överlåtelse ett avtal skrivas som bland annat reglerar ansvaret för eventuella fel och brister. Till detta kommer att huvuddelen av de fordon som Försvarsmakten avvecklade var ålderstigna och tillverkade under helt andra miljökrav mot vad som gällde runt millennieskiftet. Dock kom Försvarsmakten att överlåta ett flertal bandvagnar till civilförsvaret, bland annat till Vägverket (senare Trafikverket) och Svenska kraftnät.
År 2010 påbörjade Svenska Kraftnät en uppgradering av ett antal bandvagnar, där Scandinavian Terrian Vehicles i Skellefteå fick i uppdrag att modifiera ett antal bandvagnar. År 2014 fortsatte Svenska Kraftnät att modifiera sina bandvagnar, där bland annat originalmotorerna från Ford och Mercedes ersattes med en M14-motor, en 4-cylindring dieselturbomotor från Steyr. Även ett alternativ med en kraftigare M16-motor, även den från Steyr, en 6-cylindrig motor med en effekt på 135 kW och vridmomentet 450 Nm. M14-motorn, med effekten 99 kW och vridmomentet 250 Nm, motsvarar dock originalmotorerna och ersätter dessa. De båda radmotorerna passar till bandvagnens 4-stegade original automatväxellåda. Lådans växellägen anpassades till den nya motorns varvtal, därmed undgår man de höga varvtal som krävdes av Fordmotorn vid växling.
Den 18 december 2023 meddelade FMV att man tecknat kontrakt med Nordic Terrain Solutions, NTS, gällande renovering och modifiering av Försvarsmaktens befintliga bandvagn 206/208. Renoveringen och modifieringen av 800 vagnar genom byte av motor och växellåda, med option på ytterligare upp till 250 bandvagnar. Projektet syftar till att förlänga livstiden med 15 år och samtidigt ensa bränslet för hela bandvagnssystemet till diesel.

## Användningsområden

### Militäranvändning
Bv 206 är mycket lämplig för tjänst bland jägar-, spanings- och granatkastarförband då dessa soldater oftast opererar i vägfattig och svårtillgänglig terräng. Den låga vikten gör att den kan transporteras med en mängd olika transporthelikoptrar och flygplan och kan därmed även luftlandsättas. bv 206 är ett amfibiefordon som kan korsa vattendrag, dock först efter vissa förberedelser.
Bandvagnen var ursprungligen tänkt att utgöra stommen i de svenska infanteri- och Norrlandsbrigaderna. Utbildningsåret 1978/1979 påbörjades omorganisationen från organisation 66 till organisation 77. Vid infanteribrigaden Närkebrigaden pågick utbildningen i tvåårsintervaller och 1982 var brigaden i stort sett utbildad enligt den nya organisationen - Infanteribrigad 77. Den nya fordonsmaterialen med bland annat Bandvagn 206 och pansarvärnsbandvagnen 2062 tillfördes dock först åren 1984–1985. Det med bakgrund att från 1982 tillfördes vagnarna i första hand Norrlandsbrigaderna.

### Civilanvändning
Svenska Kraftnät har placerat runt 165 bandvagnar hos elnätsbolag samt entreprenör som ett stöd vid kriser. Dessa bemannas främst av elnätsbolagens utbildade förare, men kan förstärkas eller avlösas av bandvagnsförare från Frivilliga automobilkårernas riksförbund och Bilkåren. Trafikverket har ett drygt 60 bandvagnar i en så kallad bandvagnsstyrka som även de bemannas av förare från Frivilliga automobilkårernas riksförbund och Bilkåren. Trafikverkets bandvagnar har använts ett flertal gånger i skarpt läge – exempelvis vid skogsbranden i Västmanland 2014 samt vid skogsbränderna i Sverige 2018.

## Versioner
I Försvarsmakten har det har funnits två huvudversioner, Bandvagn 206 och Bandvagn 208 (även känd Bandvagn 206D). Det finns även ett flertal utvecklingsprojekt som resulterat i enstaka individer men de redovisas ej.

### Bandvagn 206

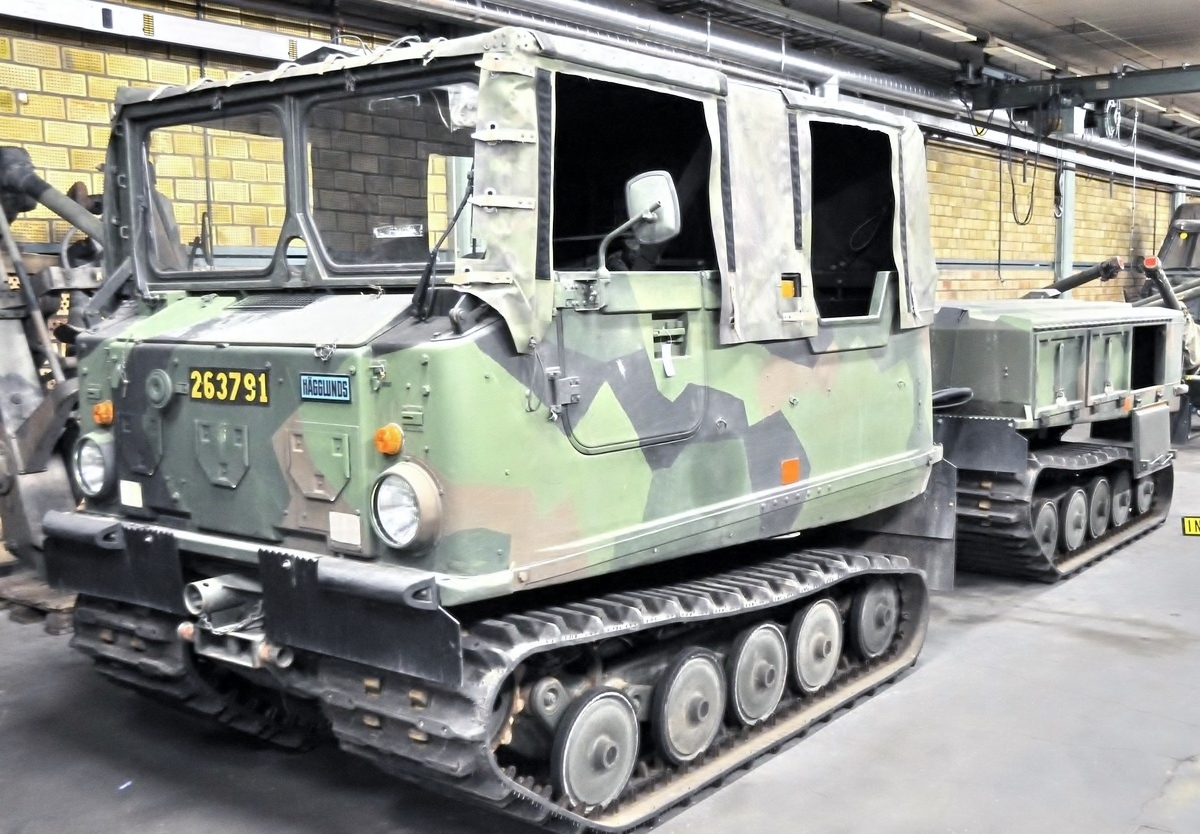
Pansarvärnsbandvagn 2062 (pvpjbv 2062)

Bandvagn 206, standardversionen, med bensinmotor Ford V6.
- Bv 206A – trupptransportversion
- Rabv 2061A – radiobandvagn
- Pvpjbv 2062A – pansarvärnsbandvagn med Pansarvärnspjäs 1110
- Pvrbbv 2063A – pansarvärnsrobotbandvagn i grunden för Robot 55 TOW
- Pjplbv 2064A – pjäsplatsbandvagn med sambandsutrustning och skjutelementräknare
- Brandbv 2065A – brandbandvagn
- Rlbv 2068A – radiolänkbandvagn
- Strförbplbv 2069 – stridsförbandsplatsbandvagn - avvecklad
- Lvrbbv 2071 Rb 70 – luftvärnsrobotbandvagn med inredning för Robotsystem 70 i bakvagn, avsedd för Norrlandsluftvärnskompani - avvecklad
- Spanledn 2072 UAV – avvecklad
- Bgbv 2073A UAV – avvecklad
- Klargbv 2074A UAV – avvecklad
- Räddnbv 2077A – räddningsbandvagn
- Lednbv 206A/B LSS – Ledningsstödssystembandvagn- för ledning av Stridsvagn 122 kompaniutbildning.

### Bandvagn 208

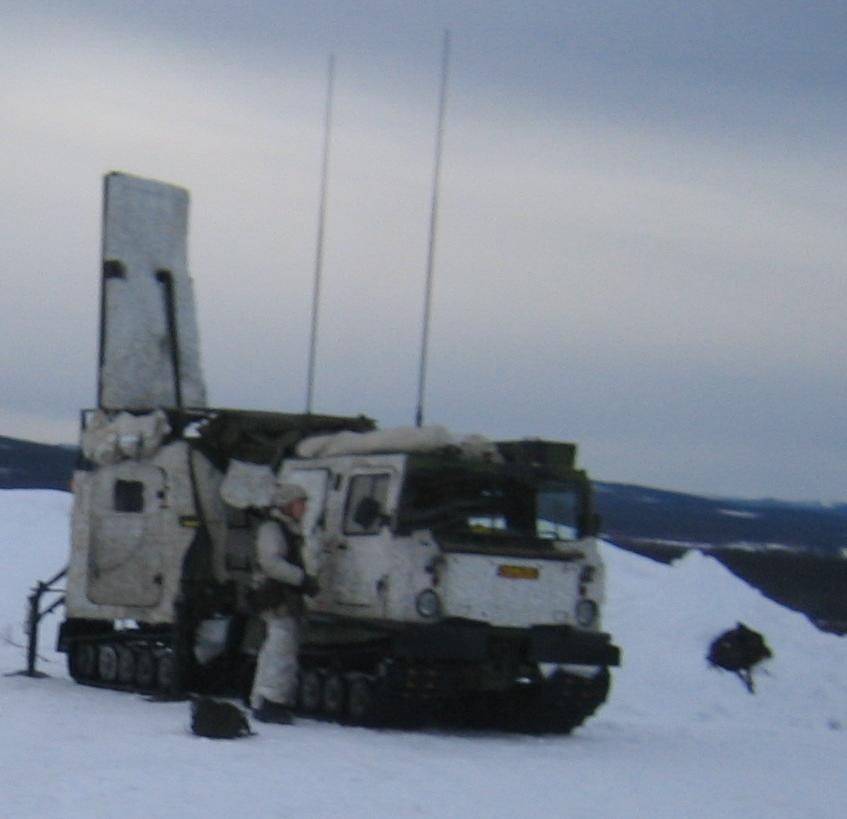
Vinterkamouflerad Arthur-enhet.

Bandvagn 208, även känd bandvagn 206D, med Mercedes 5-cylindrig dieselmotor. 
- Bv 208 – trupptransportversion likt bv 206

Luftvärn
- Lvstribv 2081 RBS 90 – luftvärnstridsledningsbandvagn till Robotsystem 90 med eldledningsradar PS-91
- Lvbv 2082 RBS 90 – luftvärnsbandvagn - avvecklad
- Lvelvbv 2083 RBS 90 – luftvärnselverksbandvagn

Telekrig
- Pejlbv 2084 TVAP80 – pejlbandvagn - avvecklad
- Störbv 2085 TVAP80 – störbandvagn - avvecklad
- Rlbv 2086 TVAP80 – radiolänkbandvagn - avvecklad
- Störtobv 2087 TVAP80 – avvecklad

Artilleri
- Posbv 2089 Posutr1 – bandvagn för positionsbestämningsutrustning 1 - avvecklad
- Artlokrrbv 2091 – artillerilokaliseringsradarbandvagn (ARTHUR)
- Artmtrltpbv 2092 – artillerimaterieltransportbandvagn

Bandvagnar för artilleri- och televapenfunktionen är breddade. Ett breddat bandställ och avbärarlister på sidorna särskiljer dessa från standardversionen.

### Försöksvagnar
- Bv 206 Lars – försöksvagn med en LARS (Light Artillery Rocket System) raketsystem på den bakre vagnen. Bara en testvagn.[9]
- Bv 206 Skorpion – testbandvagn med en anpassad minkastare monterad på bakre vagnen. Systemet var Dynamit Nobels minkastare Skorpion, vilken hade fyra magasin om 20 stridsvagnsminor. Bara en testvagn för utprovning 1989 i Eksjö åren, under ledning av Fältarbetscentrum.

### Bandvagn 308/309
Bandvagn 308/206S (bv 308/206S) – version av bv 206 med pansarhytt, dieselmotor, populärt kallad Skalman. Initialt hette denna version bv 208 men fick ny beteckning bv 308 för att särskiljas från plastbandvagnarna. Hägglunds benämning var bv 206S men den överfördes senare till bv 309.

## Specifikationer
| Fabrikat             | Bv 206                 | Bv 208                   | Bv 208                   | Bv 206 TOP TRUCK AB    | Bv 206 STV (Scandinavian Terrian Vehicles) | Bv 206 TOP TRUCK AB    | Bv 206 MLI (Mid Life Improvment) | Bv 206 Milmac          |
| Motor                | Ford 2658E             | Mercedes-Benz OM 617.957 | Mercedes-Benz OM 603.950 | Mercedes-Benz OM611    | Steyr M14                                  | Mercedes-Benz OM612    | Steyr M16                        | Cummins                |
| Konfiguration        | V-motor                | Radmotor                 | Radmotor                 | Radmotor               | Radmotor                                   | Radmotor               | Radmotor                         | Radmotor               |
| Cylindrar            | 6                      | 5                        | 6                        | 4                      | 4                                          | 5                      | 6                                | 4                      |
| Cylinder-volym       | 2800 cm³               | 3000 cm³                 | 3000 cm³                 | 2200 cm³               | 2100 cm³                                   | 2700 cm³               | 3200 cm³                         | 2800 cm³               |
| Kylsystem            | Vattenkyld             | ?                        | ?                        | Vattenkyld             | Laddluftkyld                               | Vattenkyld             | Laddluftkyld                     | ?                      |
| Turbo                | Nej                    | Ja                       | Ja                       | Ja                     | Ja                                         | Ja                     | Ja                               | Ja                     |
| Effekt               | 99 kW/ 5200 rpm        | 91 kW/ 4350 rpm          | 100 kW/ 4600 rpm         | 105kW/ 3800rpm         | 85 kW/ 3800 rpm                            | 170 kW/ 4200 rpm       | 135 kW/ 3800 rpm                 | 120 kW/ ???? rpm       |
| Vridmoment           | 216 Nm/3000 rpm        | 235 Nm/2500 rpm          | 255 Nm/2400 rpm          | 105Nm/1600             | 250 Nm/1800 rpm                            | 540 Nm/1600 rpm        | 450 Nm/2050 rpm                  | 360 Nm/???? rpm        |
| Bränsle              | Bensin                 | Diesel                   | Diesel                   | Disel                  | Diesel/fotogen                             | Diesel                 | Diesel/fotogen                   | Diesel                 |
| Bränsletank          | 160 L                  | 160 L                    | 160 L                    | 160 L                  | 160 L                                      | 160 L                  | 160 L                            | 160 L                  |
| Förbrukning          | 9 l/10 km              | –                        | 7 l/10 km                | 4.5/ 10km              | –                                          | 4,7/ 10km              | 5 l/10 km                        | ?                      |
| Räckvidd             | 230 km                 | –                        | 300 km                   | 400 km                 | –                                          | 400 km                 | 400 km                           | ?                      |
| Växellåda            | Mercedes W4A-018       | Mercedes W4A-018         | Mercedes W4A-040         | Mercedes W5A580        | Mercedes W4A-018                           | Mercedes W5A580        | Mercedes W5A580                  | Mercedes W4A-018       |
| Typ                  | Automat                | Automat                  | Automat                  | Automat                | Automat                                    | Automat                | Automat                          | Automat                |
| Antal växlar         | 4-steg fram, 1 bakåt   | 4-steg fram, 1 bakåt     | 4-steg fram, 1 bakåt     | 5 steg fram, 2 bakåt   | 4-steg fram, 1 bakåt                       | 5 steg fram, 2 bakåt   | 5-steg fram, 1 bakåt             | 4-steg fram, 1 bakåt   |
| Fördelningsväxellåda | BAE System Hägglunds   | BAE System Hägglunds     | BAE System Hägglunds     | BAE System Hägglunds   | BAE System Hägglunds                       | BAE System Hägglunds   | BAE System Hägglunds             | BAE System Hägglunds   |
| Utväxlingar          | Hög 1.28:1, låg 2.11:1 | Hög 1.28:1, låg 2.11:1   | Hög 1.28:1, låg 2.11:1   | Hög 1.28:1, låg 2.11:1 | Hög 1.28:1, låg 2.11:1                     | Hög 1.28:1, låg 2.11:1 | Hög 1.28:1, låg 2.11:1           | Hög 1.28:1, låg 2.11:1 |

## Användare
Totalt har det tillverkats över 11.000 Bandvagn 206/208 varav Försvarsmakten som mest hade 4 500. Övriga länder som använder vagnen är:

- Brasilien
- Kanada
- Chile
- Kina
- Finland
- Frankrike
- Tyskland
- Italien
- Lettland[10]
- Nederländerna
- Norge
- Pakistan
- Ryssland[10]
- Singapore
- Spanien
- Storbritannien
- Thailand
- USA

I november 2015 meddelades att norska försvarsmakten har sålt Bv 206 vidare till Ryssland.

## Galleri

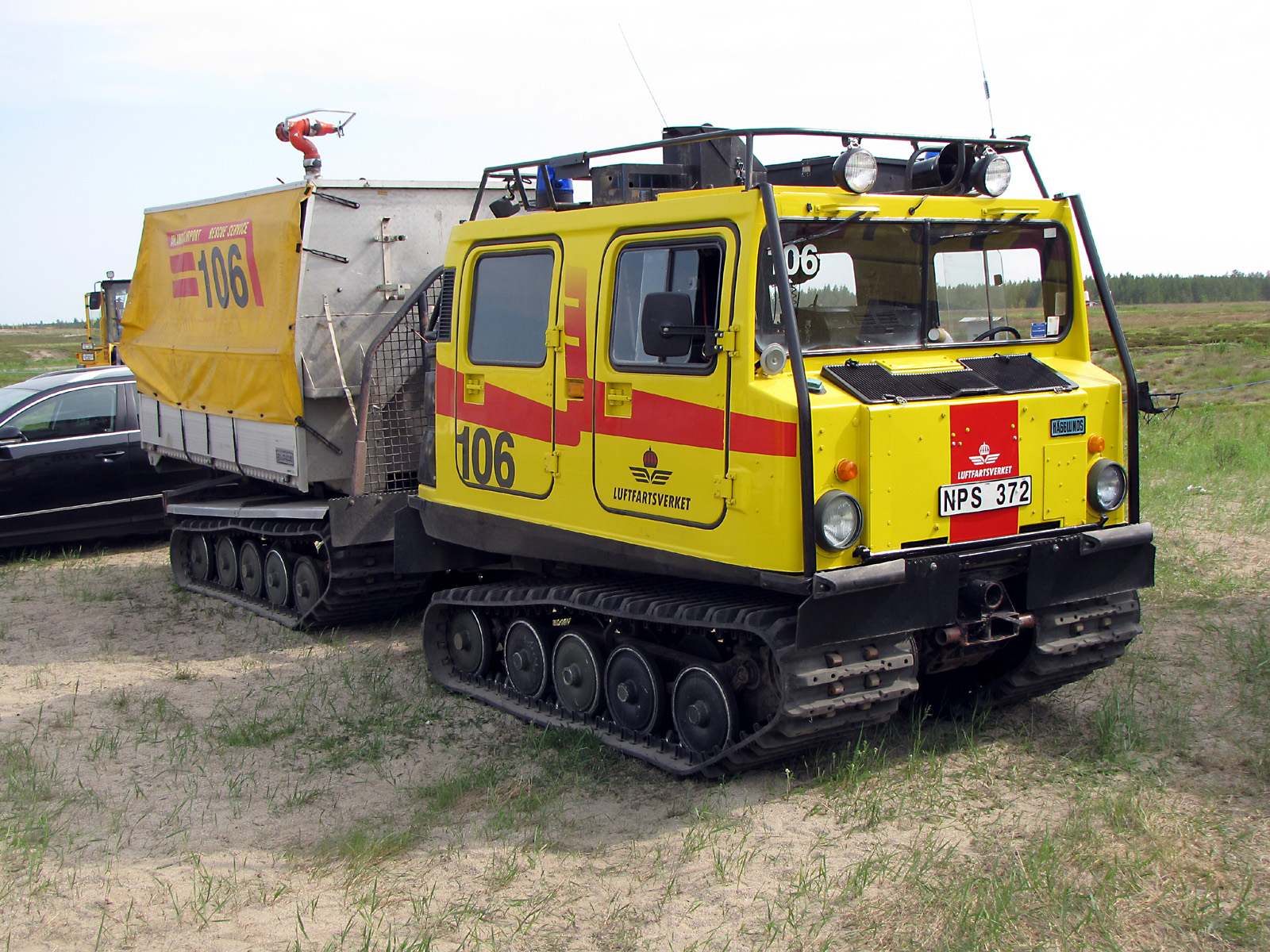
Bandvagn 206 som räddningsfordon vid Örnsköldsvik Airport i Örnsköldsvik
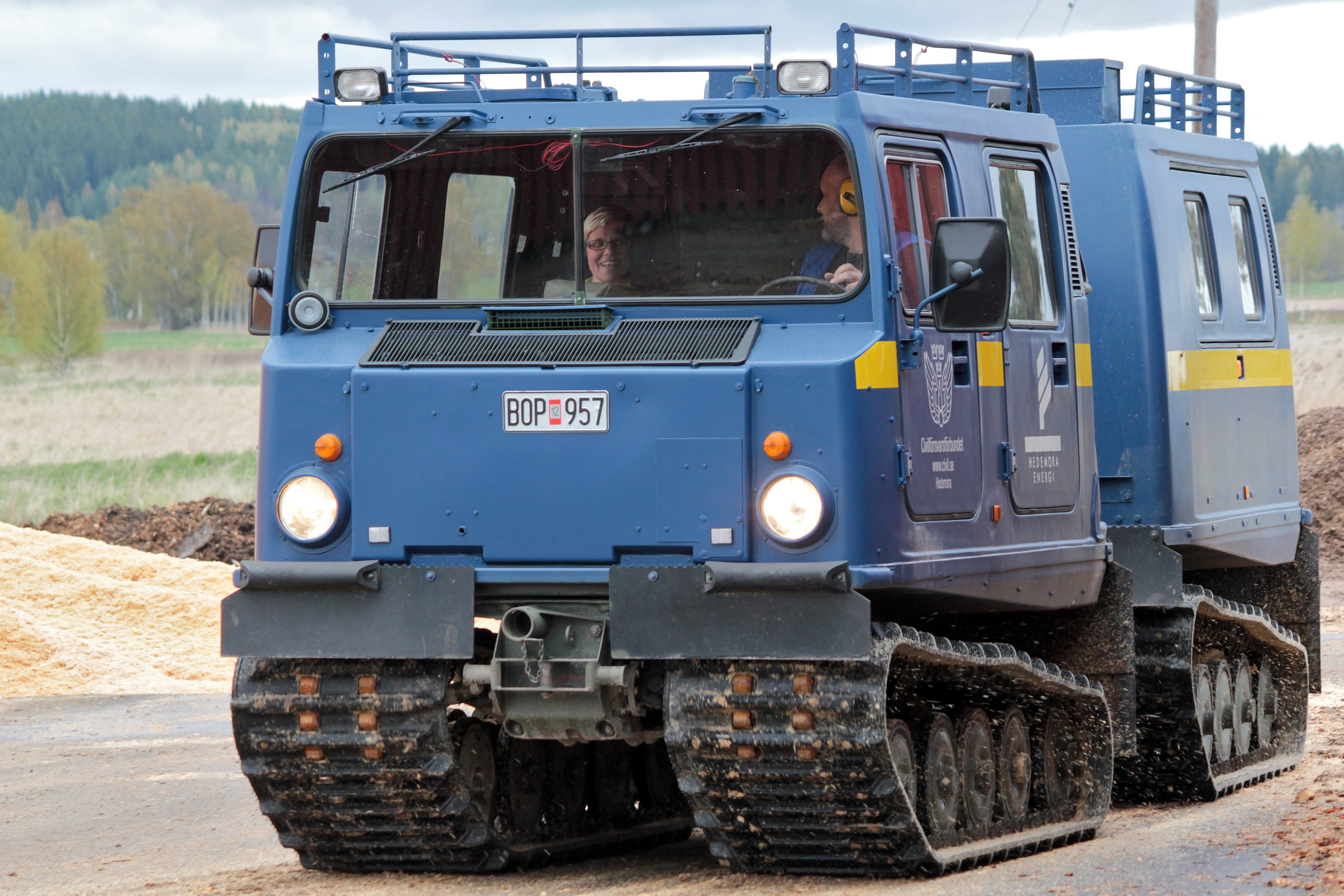
Bandvagn 206A, ägd av Civilförsvarsförbundet och Hedemora Energi i Hedemora
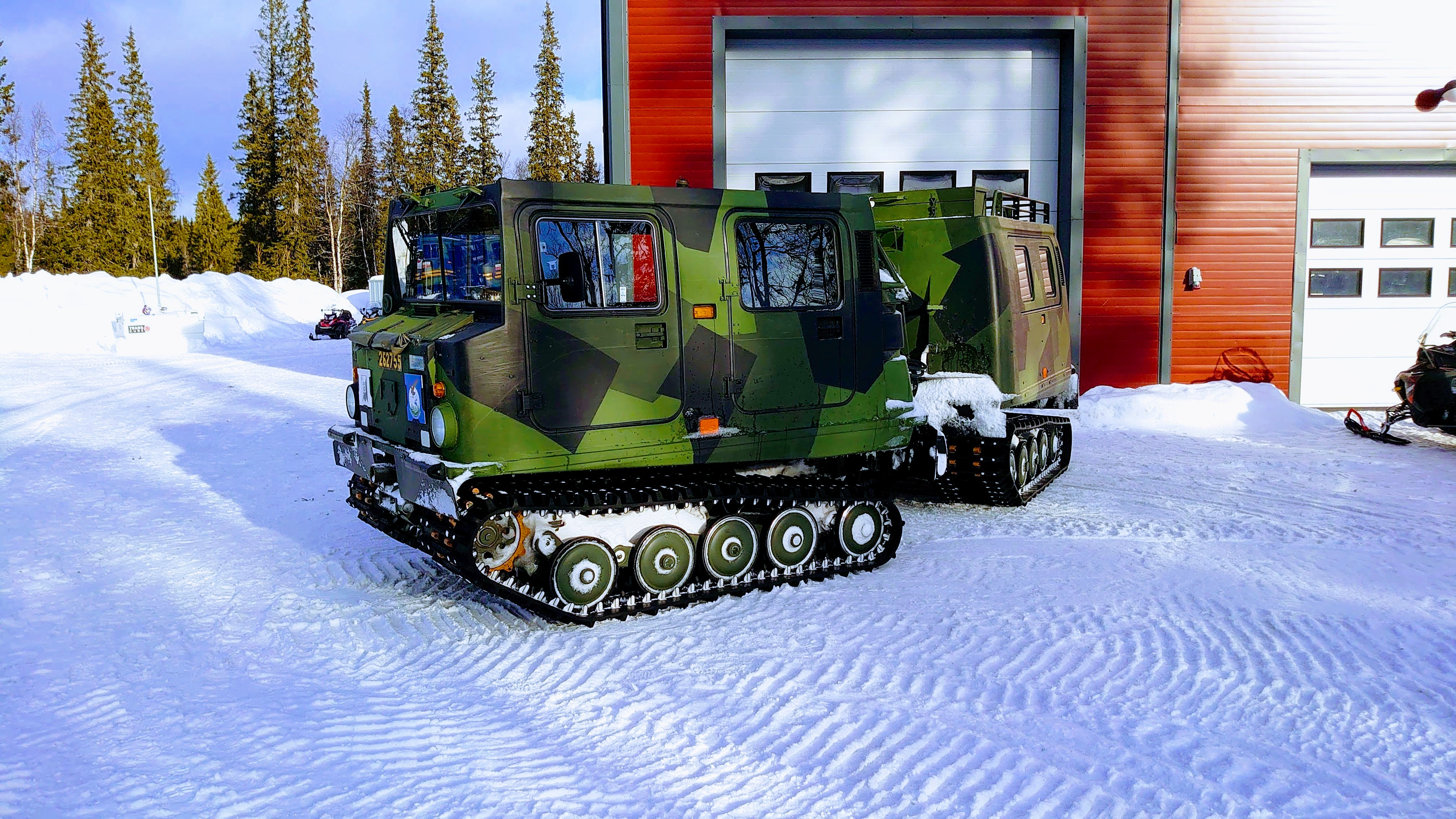
Bandvagn 206A tillhörande Fältjägargruppen.
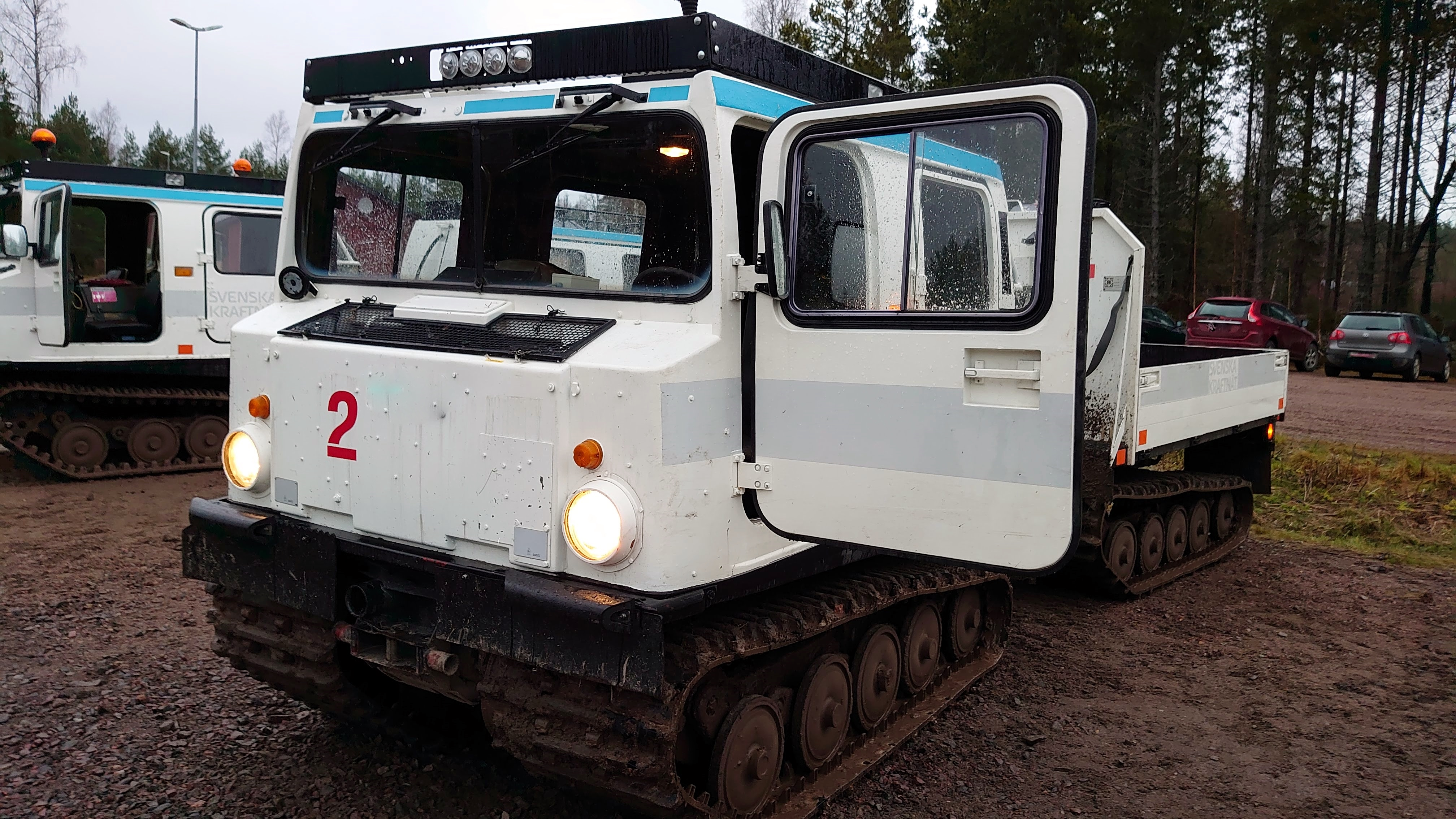
Bandvagn 206 tillhörande Svenska kraftnät
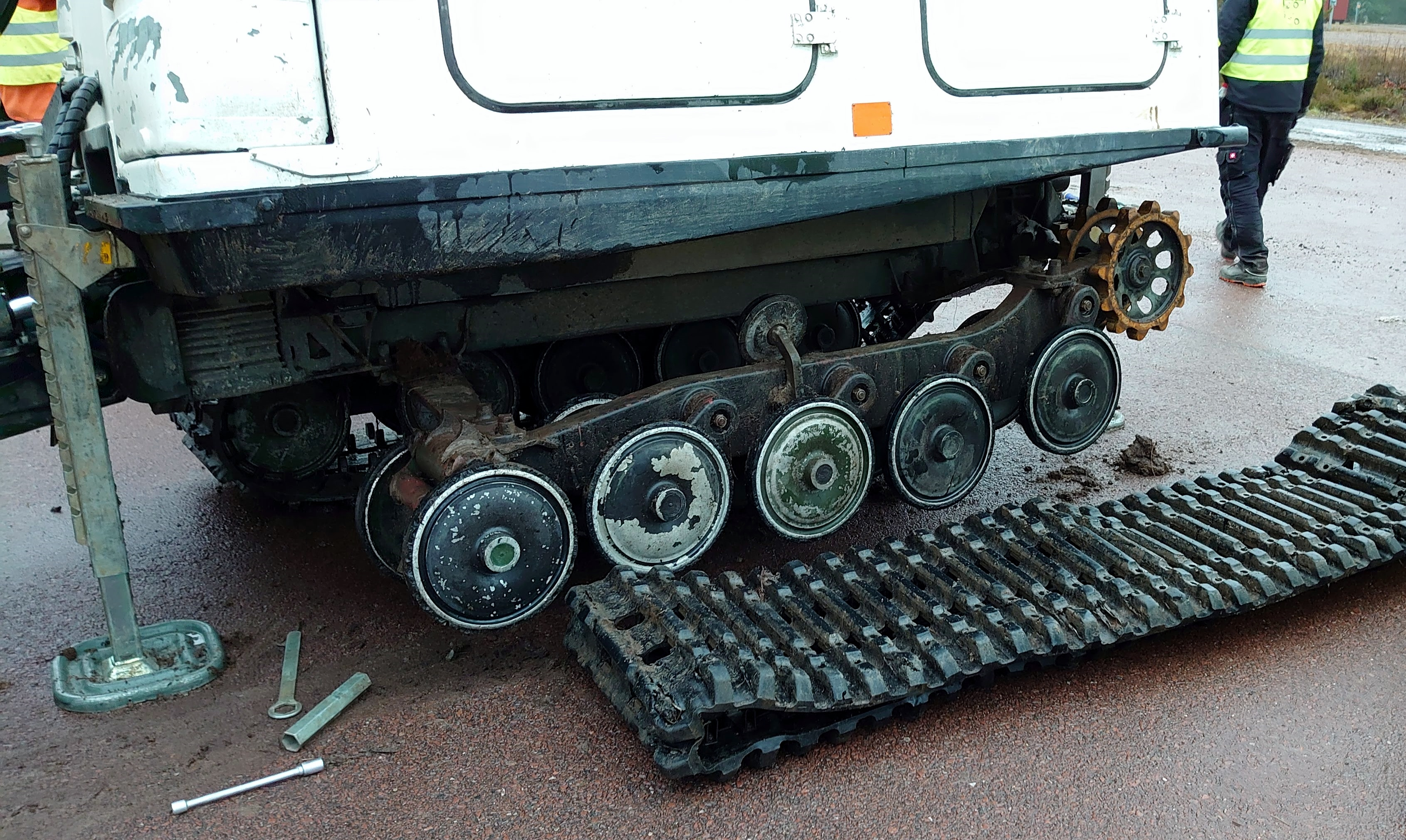
Bandbyte på en Bandvagn 206
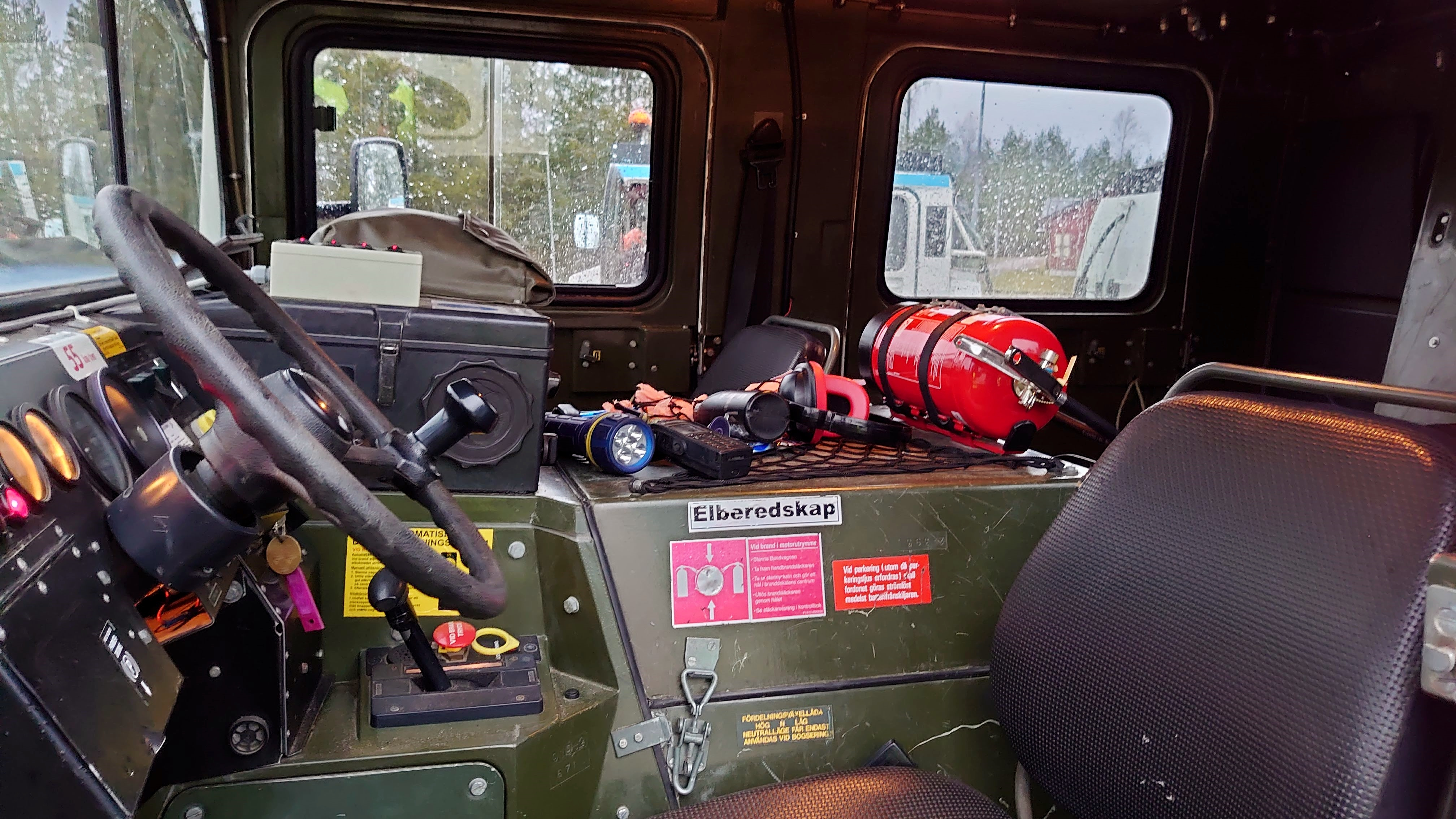
Förarplats på en Bandvagn 206
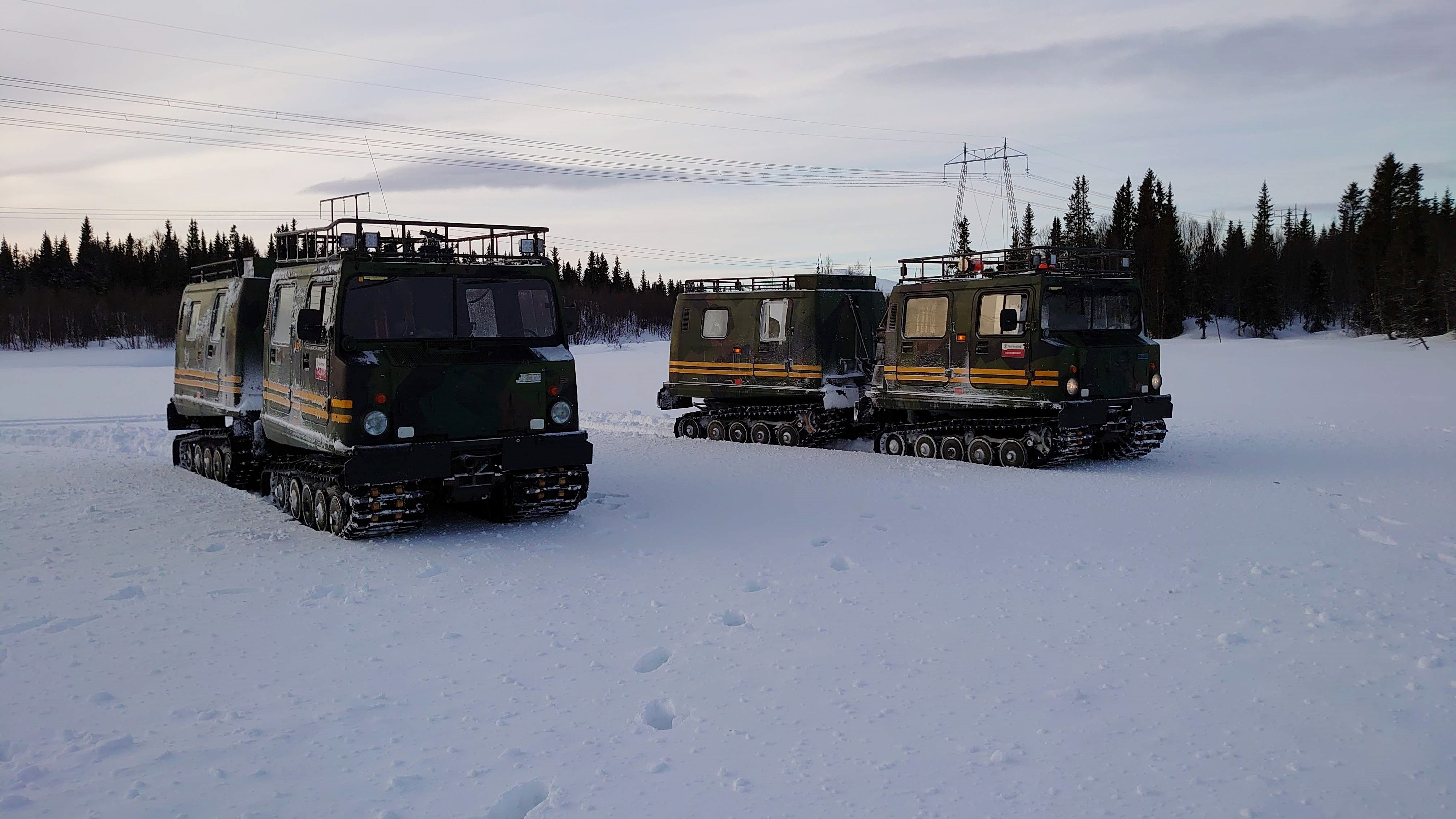
Bandvagn 206 tillhörande Trafikverket